# Hydrozoa
Lớp Thủy tức (danh pháp khoa học: Hydrozoa, từ tiếng Hy Lạp cổ đại ὕδωρ, hydōr, "nước" và ζῷον, zōion, "động vật") là một lớp động vật không xương sống gồm các động vật săn mồi rất nhỏ, một số sống đơn độc và một số là sinh vật khuẩn lạc, hầu hết sống trong nước mặn. Các nhóm của các loài khuẩn lạc có thể có kích thước lớn, và trong một số trường hợp, các cá thể riêng lẻ không thể tồn tại bên ngoài nhóm. Một vài chi trong lớp này sống trong nước ngọt. Chúng có họ hàng với sứa và san hô, và thuộc ngành Thích ty bào.
Một số ví dụ về các loài là sứa nước ngọt (Craspedacusta sowerbyi), polyp nước ngọt (Hydra), Obelia, sứa lửa (Physalia physalis), chondrophore (Porpitidae), "dương xỉ không khí" (Sertularia argentea) và hydroid tim hồng (Tubularia).